# 内ヶ崎昇
内ヶ崎 昇（うちがさき のぼる、1894年（明治27年）7月31日 - 1976年（昭和51年）5月23日）は、日本の政治家。宮城県富谷村長（2期）。

## 来歴
宮城県黒川郡富谷村（のち富谷町、現・富谷市）出身。富谷高等小学校卒。農業に従事する。1921年（大正10年）富谷村会議員に当選。1923年（大正12年）富谷村助役を経て、1929年（昭和4年）7月富谷村長に就任した。
村長時代は宮城県町村会副会長、県農会代議員や耕地整理組合長に就任。村長は1937年（昭和12年）6月まで務めた。
戦後の1947年（昭和22年）富谷村議会議員選挙に立候補し、当選、議員を1967年（昭和42年）まで5期20年務めた。在任中は村議会各常任委員長、教育委員、農業委員、公立黒川病院事務組合議員、監査委員などを歴任した。
地方自治功労者として1953年（昭和28年）に全国町村議会議長会会長、1962年（昭和37年）に宮城県知事から表彰を受けた。
1976年（昭和51年）に死去した。